# Louise Gedde Dahl
Louise Gedde Dahl (Sundalen, 1 september 1883 – Oslo, 19 april 1970) was een Noors zangeres.
Louise Christine Henriette Elster Gedde Dahl, vernoemd naar haar oma van vaders kant, werd als een van zes kinderen geboren binnen het gezin van priester Jonas Vilhelm Gedde Dahl (1845-1921) uit Sundalen en zijn tweede vrouw priesterdochter Berntine Fredrikke Elster (1851-1935) uit Snåsa. Ze trouwde zelf in 1917 met militair Fredrik Budde (19 juni 1885; Brussel, 10 juli 1971), die later werkte bij het consulaat in Brussel, maar ook enige tijd in Congo-Kinshasa verbleef.
Ze kreeg haar muzikale opleiding in Duitsland. Haar eerstbekende concert vond plaats in 1914 in Kråkstad. Ze toerde enige tijd met pianiste Magnhild Styhr en was onderdeel van het gezelschap van Opera Comique.
Een concert:
- 31 oktober 1915: Symfonisch concert onder leiding van Alfred Andersen-Wingar.